# Mendoza (rivier)
De Mendoza is een rivier in de provincie Mendoza in Argentinië. De rivier begint bij de berg Aconcagua op een hoogte van ongeveer 2600 meter boven de zeespiegel en mondt 2000 meter lager uit in de Lagunas de Guanacache. De rivier wordt vooral gevoed door het smeltwater van de Andes.
Het debiet is ongeveer 50 m3 per seconde. De rivier is niet bevaarbaar al worden er rafttochten over de rivier georganiseerd. Het water wordt op diverse plaatsen langs de rivier en aan het einde opgevangen in stuwmeren voor de irrigatie van onder andere de wijngaarden bij Mendoza.
- Library of Congress Control Number: sh85083545
- Nationale Bibliotheek van Israël: 987007563000205171
- Virtual International Authority File: 315124994